# Hylaeus albomaculatus
Hylaeus albomaculatus är en biart som först beskrevs av Smith 1879.  Hylaeus albomaculatus ingår i släktet citronbin, och familjen korttungebin. Inga underarter finns listade i Catalogue of Life.